# Chave
Chave ist eine Ortschaft und Gemeinde in Portugal.

## Geschichte
Megalithfunde in der Region belegen eine vorgeschichtliche Besiedlung. Der heutige Ort entstand vermutlich im Zuge der Reconquista. So stammen die ersten Erwähnungen des Ortes aus dem Mittelalter. Das im 10. Jahrhundert errichtete Kloster von Arouca besaß hier Landgüter, und Handelsreisende zwischen Porto und Viseu verkehrten hier. Die königlichen Register von 1527 gaben für den Ort 54 Haushalte an. Im Jahr 1878 wurden hier 197 Haushalte mit 998 Einwohnern gezählt. Zwischen 1900 und 1910 überschritt die Gemeinde die Marke von 1.000 Einwohnern.

## Verwaltung
Chave ist Sitz einer gleichnamigen Gemeinde (Freguesia) im Kreis (Concelho) von Arouca, im Distrikt Aveiro. Auf einer Fläche von 11 km² leben hier 1270 Einwohner (Stand 19. April 2021).
Eine Reihe Ortschaften liegen in der Gemeinde Chave, darunter:
- Chave
- Farrapa
- Lugar da Costeira
- Outeiro de Mouros
- Quintela
- Regada
- Reguengo
- Tojal

## Persönlichkeiten
- Maria de Lurdes Correia Fernandes (* 1958), Historikerin